# 馬迪利亞鎮區 (明尼蘇達州沃通旺縣)
馬迪利亞鎮區（英語：Madelia Township）是位於美國明尼蘇達州沃通旺縣的一個行政鎮區，於1858年設立。

## 地方資料
馬迪利亞鎮區的面積為88.93平方千米，當中陸地面積為86.25平方千米，而水域面積為2.68平方千米。根據2020年美國人口普查的數據，當地共有人口305人，而人口密度為每平方千米3.43人。